# Juan Soler Bultó
Joan Soler Bultó (Barcelona, 25 de noviembre de 1927 – 7 de diciembre de 2017) fue un piloto de motociclismo español, uno de los protagonistas destacados de este deporte en España durante las décadas de los 50 y 60. Tras haber competido con éxito en toda clase de disciplinas, desde motociclismo de velocidad al motocross o el enduro pasando por la resistencia a comienzos de los 60. También fue uno de los pioneros del trial en España. Su hijo, Manuel Soler, siguió su ejemplo, llegando a ser en los 70 uno de los mejores exponentes de esta disciplina en la esfera internacional.
A lo largo de su vida, Joan Soler ocupó diferentes cargos de responsabilidad relacionados con el mundo del motor, como director técnico o jefe de departamento de prototipos y de competición de Bultaco, director del Circuit de Catalunya y miembro de la junta directiva del RACC. Era hijo de José Antoni Soler, Jasu, cuñado de Paco Bultó Jasu fue justamente quien puso en contaco a Paco Bultó con un amigo suyo, Pere Permanyer, promoviendo así el nacimiento de Montesa.

## Trayectoria deportiva
Compitió desde muy joven en carreras de motociclismo de velocidad como piloto oficial de Montesa, llegando a ganar dos Campeonatos de España de 125 cc (1946 y 1950) y también se convirtió en uno de los primeros españoles que conseguía puntuar en un Gran Premio del Campeonato del Mundo: fue en el Gran Premio de España de 1951 disputado en el Circuito de Montjuïc, donde quedó quinto en 125 cc, posición que repitió en el Tourist Trophy pocas semanas después. Compaginó esta actividad con las carreras de resistencia, siendo el ganador de la primera edición de las 24 Horas de Montjuïc en 1955 formando pareja con Josep Maria Llobet "Turuta". Fue también Campeón de España de esta disciplina en 1959 con una Bultaco, la nueva marca que acababa de crear su tío ese mismo año.

### Pionero del trial
A comienzos de los 60, la familia Bultó tuvo un papel clave en la introducción del trial en España y la expansión internacional de este deporte en todo el mundo. En 1962, Juan Soler y su primo Oriol Puig Bultó participaron en un trial que organizó la FIM en París para investigar sobre el terreno esa desconocida disciplina y mejoras los prototipos de la marca.
Después de algunos contactos con el campeón Sammy Miller, Paco Bultó consiguió que el británico se desplazara, en verano de 1964, a su finca particular de Cunit para poner a punto el prototipo que acabaría convirtiéndose en la revolucionaria Sherpa T. Juan Soler colaboró con su tío en la tarea de adaptar esa moto a las necesidades de Miller. Poco después, en octubre, participó en una prueba promocional de trial en Grenoble, acompañado entre otros de Pere Pi, Manuel Giró y sus parientes Oriol Puig Bultó, Jaume Marquès, Isidre Marquès e Ignasi Bultó.
A partir de entonces, Joan Soler ganó diferentes pruebas de trial en la fase inicial de este deporte, como el I Trial del Tibidabo (donde pilotó aún una Sherpa N) y el I Trial de Navidad ese mismo 1964, o el I Trial de Reyes y el I Trial de Sant Llorenç de 1967, cuando ya hacía un par de años que la Sherpa T había hecho su fulgurante aparición. Fue también el ganador del I Campeonato de Cataluña de trial, consisitendo en ocho pruebas disputadas entre 1964 y 1965.

## notas
1. ↑  Juan Soler era hijo de José Antonio Soler Urgell y de Pilar Bultó Marquès, hermana de Paco Bultó.  y, por tanto, sobrino de este.